# ドレスデン、運命の日
『ドレスデン、運命の日』（ドレスデン うんめいのひ、原題：Dresden）は、2006年制作のドイツ映画。第二次世界大戦末の1945年に起きたドレスデン空襲を取り上げた戦争映画。ドイツでは2006年3月5日および6日にZDF（第2ドイツテレビ）にてテレビ映画として放映されたが、日本では2007年4月21日に劇場公開された。それに先駆け、同年1月31日には監督のローランド・ズゾ・リヒターがプロモーションのために来日した。

## ストーリー
1945年2月、ドレスデンで看護婦をしていたアンナは病院に隠れている1人の兵士ロバートを見つけ、恋に落ちる。だが、ロバートの正体は敵国イギリスの兵士だった。

## キャスト
- フェリシタス・ヴォール：アンナ
- ジョン・ライト：ロバート
- ベンヤミン・サドラー：アレクサンダー
- ハイナー・ラウターバッハ：カール
- カタリーナ・マイネッケ：マグダ

### 吹き替え
- アンナ：甲斐田裕子
- ロバート：平田広明
- アレクサンダー：風間秀郎
- カール：小島敏彦
- マグダ：西海真理
- マリア：若原美紀
- ジーモン：小磯龍哉
- エファ：宮川美保
- その他の声の吹き替え：金子達／岐部公好／向井修／高桑満／深尾眞理／外谷勝由／白川周作／ふくまつ進紗／佐藤美一／樋渡宏嗣／佐藤健輔／津川祝子／滝田樹里／小宮山絵理／杉野博臣／斉藤千恵子／篠原剛／安斉一博／矢島和葉

## ノベライズ
『ドレスデン、運命の日』
講談社刊、2007年4月22日発売、住田未歩著、ISBN 978-4-06-378705-4